# Stockholms universitets guldmedalj
Stockholms universitets guldmedalj är en belöningsmedalj utdelad av rektorn för Stockholms universitet för insatser som främjat universitetet. Utmärkelsen finns i två storlekar: den stora guldmedaljen samt guldmedaljen i 8:e storleken.

## Historia
1990 instiftades Stockholms universitets stora guldmedalj. 20 år senare instiftades Stockholms universitets guldmedalj i 8:e storleken i band.

## Kriterier
Den stora guldmedaljen tilldelas den som genom  ”långvarigt och betydande arbete verkat för att främja universitetet, dess forskning eller dess undervisning”. För guldmedaljen i 8:e storleken ska mottagaren på ett  ”betydande sätt medverkat till att stärka Stockholms universitet, dess forskning eller dess undervisning”.

## Utformning
Den stora guldmedaljen bärs i kedja runt halsen. På åtsidan finns universitets logotyp och på frånsidan ett porträtt av Stockholms skyddshelgon Sankt Erik. Guldmedaljen av 8:e storleken är som namnet antyder av 8:e storleken på den Berchska skalan. På åtsidan finns även här logotypen för Stockholms universitet. Medaljen bärs på bröstet i ett mörkblått band med en ljusblå rand på vardera kant.

## Mottagare

### Stockholms universitets stora guldmedalj
- 1991 - Ordföranden för riksdagens utbildningsutskott Lars Gustafsson, byggmästaren Reinhold Gustafsson och f.v. rektor, professor emeritus Gunnar Hoppe.
- 1993 - F.v. förvaltningschef Rune Lindquist.
- 1996 - Fru Signhild Engkvist.
- 1997 - Arkitekterna Ralph Erskine och Carl Nyrén.
- 2002 - F.v. förvaltningschef Leif Lindfors.
- 2009 - Direktören Björn Wolrath.
- 2011 - Direktören Staffan Salén.
- 2014 - F.v. justitierådet Sten Heckscher.
- 2017 - F.v. rektor, professor Kåre Bremer.
- 2020 - F.v. ordförande i universitetsstyrelsen Kerstin Calissendorff.
- 2022 - F.v. chefsrådmannen Richard Ljungqvist.
- 2023 - Finansmannen Robert Weil.

### Stockholms universitets medalj av 8:e storleken i band
- 2010 - Fil.dr Birgitta Eriksson och direktören Johan Stålhand.
- 2011 - Professor Gunnel Engwall och senior advisor Athanasios Psaroulis.
- 2012 - Herr Amine Benhajji och föreståndare Pia Bjerén Fürstenbach.
- 2013 - Professorer Anders Gustavsson och Lena Kautsky, och f.v. generaldirektören Thomas Norell.
- 2015 - Professorer emeriti Birgitta Bremer och Harry Flam.
- 2016 - Akademiintendent Inga Horndahl, professorer Stefan Nordlund och Gunnar Svensson.
- 2017 - Byrådirektören Maud Giessler.
- 2018 - Herr Ishak Alaton, Ishak bey (postumt), ordförande i Vetenskapsrådet Agneta Bladh och professor Göran Scharmer.
- 2019 - Professorer Johan Kleman och Margaretha Rossholm Lagerlöf, och studievägledare Birgitta Åkerman.
- 2021 - Professorer Denny Vågerö och Cynthia de Wit.